# Chi Hòe
Chi Hòe (danh pháp khoa học: Styphnolobium) là một chi nhỏ chứa 3-4 loài cây thân gỗ nhỏ và cây bụi trong phân họ Đậu (Faboideae) của họ Đậu (Fabaceae), trước đây được phân loại trong chi Sophora theo định nghĩa rộng. Các loài trong chi Styphnolobium khác với chi Sophora (nghĩa hẹp) ở chỗ chúng không có khả năng tạo ra mối quan hệ cộng sinh với vi khuẩn nốt rễ (vi khuẩn cố định đạm) trên rễ của chúng. Chúng khác với chi có quan hệ họ hàng gần là Calia (đậu Mescal) ở chỗ chúng có lá sớm rụng và hoa mọc ra từ nách lá chứ không phải ở đầu cành. Lá của các loài trong chi Hòe là dạng lá kép hình lông chim lẻ, với 9-21 lá chét, và hoa mọc thành chùm rủ xuống, tương tự như ở dương hòe.

## Các loài
- Styphnolobium affine (Torr. & A. Gray) Walp., đậu Coral (đồng nghĩa Sophora affinis) có nguồn gốc miền nam Hoa Kỳ tại Texas, Oklahoma, Arkansas và Louisiana. Nó là cây bụi lớn hay cây gỗ nhỏ, cao tới 5–7 m, với hoa màu trắng hay tím nhạt.
- Styphnolobium japonicum (L.) Schott, hòe (đồng nghĩa Sophora japonica), có nguồn gốc Đông Á (chủ yếu là Trung Quốc; cho dù tên khoa học có liên quan tới Nhật Bản, nhưng nó là loài cây được đưa vào đây), là cây cảnh phổ biến tại châu Âu và Bắc Mỹ, được trồng vì có hoa trắng, nở vào cuối mùa hè khi phần lớn các loài khác đã kết thúc thời kỳ ra hoa. Nó là cây thân gỗ có tán lá rộng, cao tới 10–20 m.
- Styphnolobium monteviridis có nguồn gốc Trung Mỹ.

## Sử dụng
Cây hòe được sử dụng rộng rãi trong nghệ thuật bonsai. Cây hòe tội lỗi là cây hòe lịch sử tại Công viên Cảnh Sơn, Bắc Kinh, nơi vị hoàng đế cuối cùng của nhà Minh là Minh Sùng Trinh đã tự treo cổ năm 1644.
S. japonicum (tiếng Trung: 槐; bính âm: huái: hòe) là một trong 50 vị thuốc cơ bản được sử dụng trong y học cổ truyền Trung Hoa.

## Một vài hình ảnh về cây Hòe

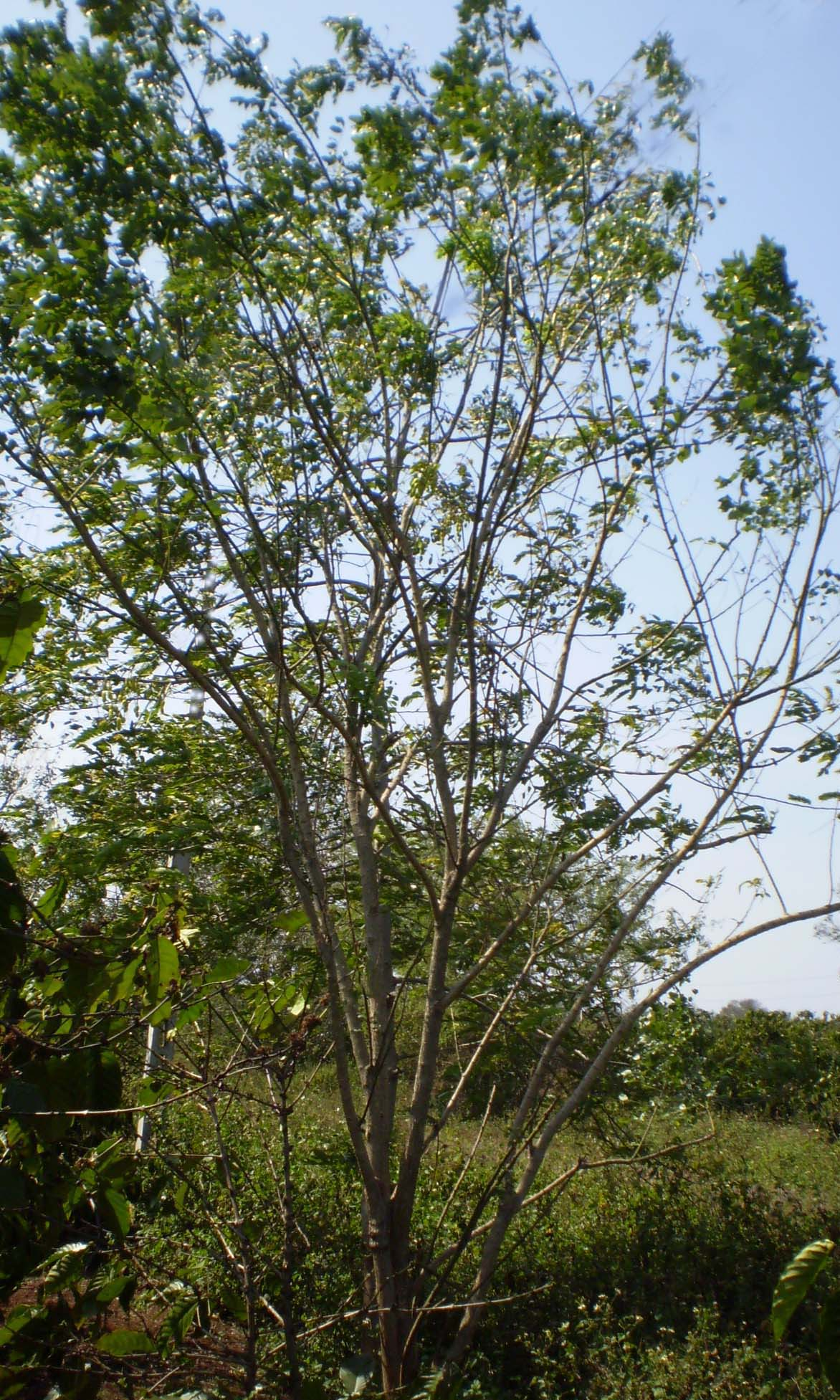
Cây hòe tại Cư Kuin, Tây Nguyên.
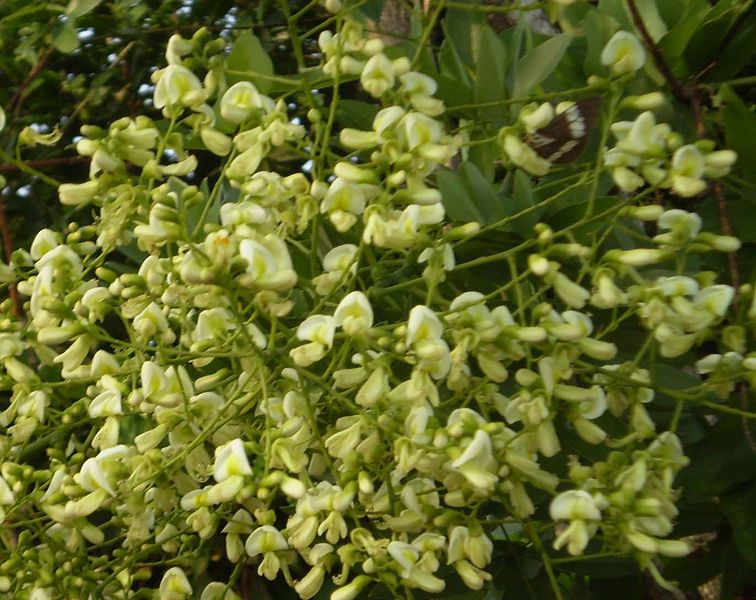
Hoa hòe khi mùa xuân về.
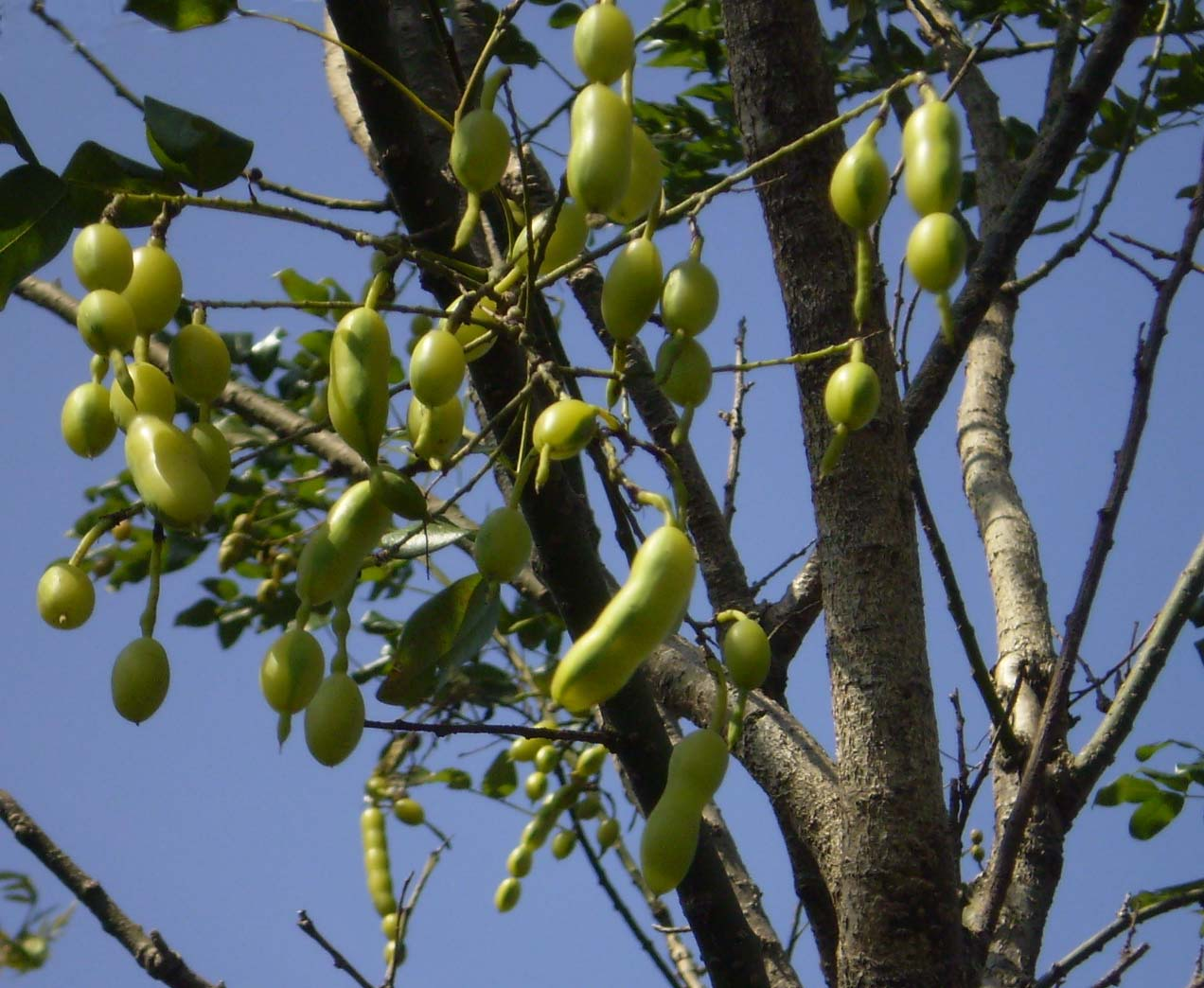
Trái xanh sau mùa hoa.